# Okres Prievidza
Der Okres Prievidza (deutsch Bezirk Priwitz) ist ein Verwaltungsgebiet im Westen der Slowakei mit 127.650 Einwohnern (Stand 31. Dezember 2024) und einer Fläche von 960 km².
Historisch gesehen liegt der Bezirk im ehemaligen Komitat Neutra, ein kleiner Teil im Südwesten bei Handlová in der ehemaligen Komitat Bars (siehe auch Liste der historischen Komitate Ungarns).

## Bevölkerung
| Jahr                | 1994    | 2004    | 2014    | 2024    |
| ------------------- | ------- | ------- | ------- | ------- |
| Anzahl der Personen | 141.005 | 139.502 | 136.554 | 127.650 |
| Unterschied         |         | −1,06 % | −2,11 % | −6,52 % |

| Jahr                | 2023    | 2024    |
| ------------------- | ------- | ------- |
| Anzahl der Personen | 128.613 | 127.650 |
| Unterschied         |         | −0,74 % |

## Städte
- Bojnice (Weinitz)
- Handlová (Krickerhau)
- Nováky
- Prievidza (Pri[e]witz)

## Gemeinden
| - Bystričany (Bistrizin) - Cigeľ (Ziegel) - Čavoj (Sauershau) - Čereňany - Diviacka Nová Ves (Divickneudorf) - Diviaky nad Nitricou (Divick) - Dlžín - Dolné Vestenice (Unterwestenitz) - Horná Ves - Horné Vestenice (Oberwestenitz) - Chrenovec-Brusno - Chvojnica (Fundstollen) - Jalovec - Kamenec pod Vtáčnikom (Kamenetz) - Kanianka - Kľačno (Gaidel) | - Kocurany - Kostolná Ves (Kostolnadorf) - Koš (Andreasdorf) - Lazany - Lehota pod Vtáčnikom - Liešťany - Lipník - Malá Čausa (Kleintschauscha) - Malinová (Zeche) - Nedožery-Brezany - Nevidzany - Nitrianske Pravno (Deutschproben) - Nitrianske Rudno - Nitrianske Sučany - Nitrica - Opatovce nad Nitrou (Abtsdorf) | - Oslany - Podhradie - Poluvsie (Halbendorf) - Poruba (Nickelsdorf) - Pravenec (Kleinproben) - Radobica (Radobitz) - Ráztočno - Rudnianska Lehota - Sebedražie (Siebenandreas) - Seč - Šútovce (Schutotz) - Temeš - Tužina (Schmiedshau) - Valaská Belá - Veľká Čausa (Großtschauscha) - Zemianske Kostoľany (Edl-Kostolany) |

Das Bezirksamt ist in Prievidza, Zweigstellen existieren in Handlová und Nováky.

## Kultur
In dem Artikel Denkmalgeschützte Objekte im Okres Prievidza findet man Informationen über die vom slowakischen Denkmalamt geschützten Objekte im Okres.